# Alosa macedonica
Alosa macedonica је зракоперка из реда Clupeiformes. 

## Угроженост
Ова врста се сматра рањивом у погледу угрожености врсте од изумирања.

## Распрострањење
Врста је присутна у Грчкој у језеру Волви.

## Станиште
Станишта врсте су језера и језерски екосистеми и слатководна подручја. 